# Катран Стевена
Катран Стевена, катран великоквітковий (Crambe steveniana) — рослина роду катран (Crambe) родини капустяні (Brassicaceae), поширений у Криму та Передкавказзі.
- не плутати з акулою «Катран (Squalus)»

## Біологія виду
Багаторічна рослина 60—100 см заввишки. Листки  тонкі, голі, стеблові — двічі перисто-роздільні, з вузькими гострими часточками. Квітки білі, зібрані в розлогу, рихлу, дуже галузисту складну китицю. Плід — голий, нерозкривний, двочленний стручечок.
Цвіте у травні–липні. Плодоносить у липні.

## Поширення
Поширений у Криму, на півдні європейської частини Росії.
В Україні вид зростає у степах, на сухих схилах — у Степовому Криму, головним чином на 2-й гряді Кримських гір на мергелях і крейді, а також в ок. Планерського.

## Значення
Декоративне, жироолійне, харчове, протиерозійне, перспективно-кормове.

## Загрози й охорона
Основними загрозами цьому виду є розширення сільського господарства та перевипас у степових екосистемах.
Він занесений до Червоної книги України (уразливий), а також регіональних Червоних списків Ставропольського й Краснодарського країв. Зростає в заказнику Ак-Кая в Криму.